# Kuusamo
Kuusamo is een gemeente en stad in de Finse provincie Oulu en in de Finse regio Noord-Österbotten. De gemeente heeft een landoppervlakte van 4.978,57 km² en telde 15.146 inwoners (2022).
De stad is vooral bekend om het wintersportcentrum Ruka, waar sinds 2002 de Nordic Opening plaatsvindt, de start van het wereldbekerseizoen schansspringen en noordse combinatie. Vanaf 2013 vindt ook de start van het wereldbekerseizoen langlaufen, plaats in Ruka.

## Klimaat

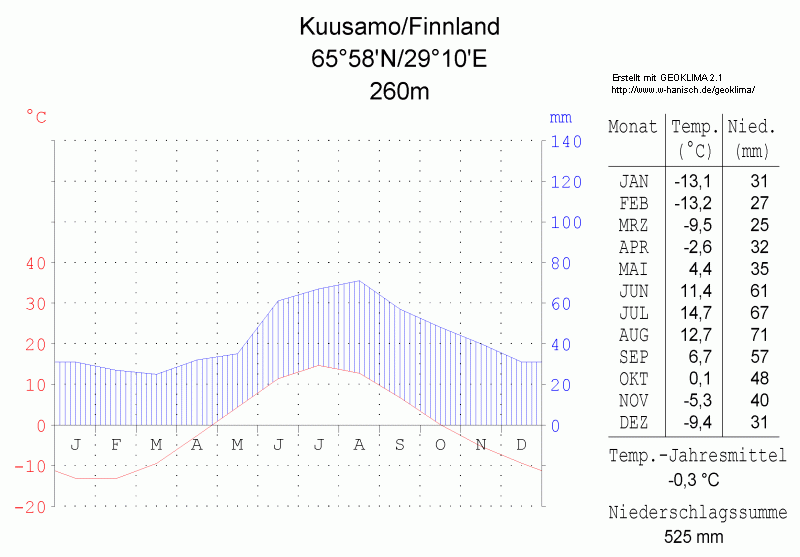
Klimaatdiagram van Kuusamo

De gemiddelde jaarlijkse temperatuur is −0,37 °C, de gemiddelde jaarlijkse neerslag is 525 mm. De warmste maand is juli met een gemiddelde temperatuur van +14,3 °C, de koudste maand is januari met gemiddeld −13,2 °C. De laagste temperatuur ooit gemeten in Kuusamo is −48 °C in Kiutaköngäs. Kuusamo is een van de sneeuwachtigste gebieden van Finland: de bodem is ongeveer 200 dagen per jaar bedekt met sneeuw, van oktober tot midden-mei, met een dikte van 80-90 cm.
Het centrum van Kuusamo is ongeveer 60 km ten zuiden van de noordpoolcirkel gelegen, waarmee de pooldag en de poolnacht een belangrijke rol spelen in Kuusamo. Van 14 tot 29 juni treedt het verschijnsel middernachtzon op in Kuusamo.

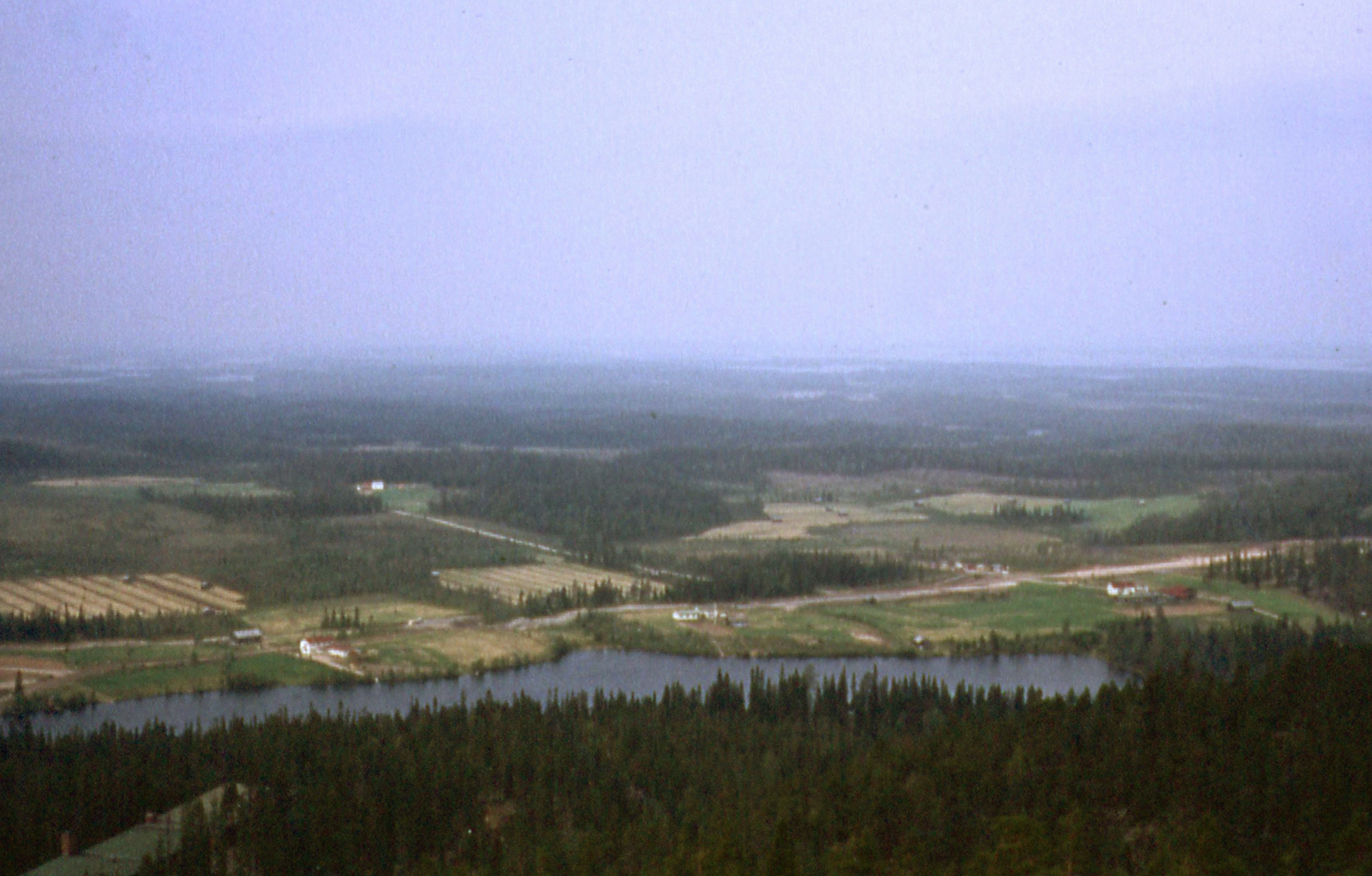
Rukatunturi ten noorden van Kuusamo (1972)

| Maand                       | jan   | feb   | mrt   | apr   | mei   | jun  | jul  | aug  | sep   | okt   | nov   | dec   | Jaar  |
| --------------------------- | ----- | ----- | ----- | ----- | ----- | ---- | ---- | ---- | ----- | ----- | ----- | ----- | ----- |
| Hoogste maximum (°C)        | 6,1   | 5,8   | 9,8   | 16,6  | 25,9  | 29,4 | 31,2 | 29,1 | 22,1  | 13,2  | 9,1   | 6,2   | 31,2  |
| Gemiddeld maximum (°C)      | −8,9  | −8,0  | −2,8  | 3,2   | 10,0  | 16,3 | 19,2 | 15,9 | 10,0  | 3,0   | −3,3  | −6,9  | 4,0   |
| Gemiddelde temperatuur (°C) | −13,2 | −12,4 | −7,5  | −1,6  | 5,3   | 11,5 | 14,6 | 11,8 | 6,6   | 0,6   | −6,2  | −10,7 | 0,0   |
| Gemiddeld minimum (°C)      | −17,4 | −16,7 | −12,2 | −6,4  | 0,4   | 6,7  | 10,0 | 7,7  | 3,2   | −1,8  | −9,1  | −14,5 | −4,1  |
| Laagste minimum (°C)        | −45,2 | −44,6 | −39,5 | −30,1 | −18,5 | −4,2 | −0,9 | −4,4 | −10,2 | −26,5 | −35,8 | −38,8 | −45,2 |
|                             |       |       |       |       |       |      |      |      |       |       |       |       |       |
| Neerslag (mm)               | 39,5  | 31,4  | 34,1  | 30,7  | 50,3  | 61,3 | 82,2 | 68,4 | 53,0  | 52,6  | 48,5  | 41,2  | 593,3 |
| Bron: Météo Climat          |       |       |       |       |       |      |      |      |       |       |       |       |       |